# OPS 5112
OPS 5112, còn được gọi là Navstar 2, NDS-2, GPS I-2 và GPS SVN-2, là một vệ tinh định vị của Mỹ được phóng vào năm 1978 đóng vai trò là một phần trong chương trình phát triển Hệ thống Định vị Toàn cầu. Đây là vệ tinh GPS thứ hai trong mười một vệ tinh GPS Block I được phóng vào vũ trụ.
OPS 5112 được phóng vào vũ trụ lúc 10 giờ 34 phút UTC ngày 13 tháng 5 năm 1978, trên đỉnh tên lửa vận chuyển Atlas E/F với bệ phóng SGS-1. Atlas lúc đó có số thứ tự là 49F, và ban đầu được chế tạo thành Atlas F. Vụ phóng này xảy ra tại Sân bay vũ trụ 3E ở Căn cứ Không quân Vandenberg, và đặt OPS 5112 vào quỹ đạo chuyển tiếp. Vệ tinh tự bay lên quỹ đạo Trái Đất tầm trung nhờ dùng động cơ viễn điểm Star-27.
Vào ngày 20 tháng 6 năm 1978, OPS 5112 đã ở trong một quỹ đạo với cận điểm 20.056 kilômét (12.462 mi), viễn điểm 20.195 kilômét (12.549 mi), chu kỳ 715.67 phút, và 63.1 độ nghiêng tới xích đạo. Vệ tinh có tuổi thọ thiết kế là 5 năm và khối lượng 758 kilôgam (1.671 lb). Nó phát sóng tín hiệu PRN 07 trong chòm sao trình diễn GPS, và chấm dứt hoạt động từ thượng tuần tháng 2 năm 1988.